# Куопіо університет

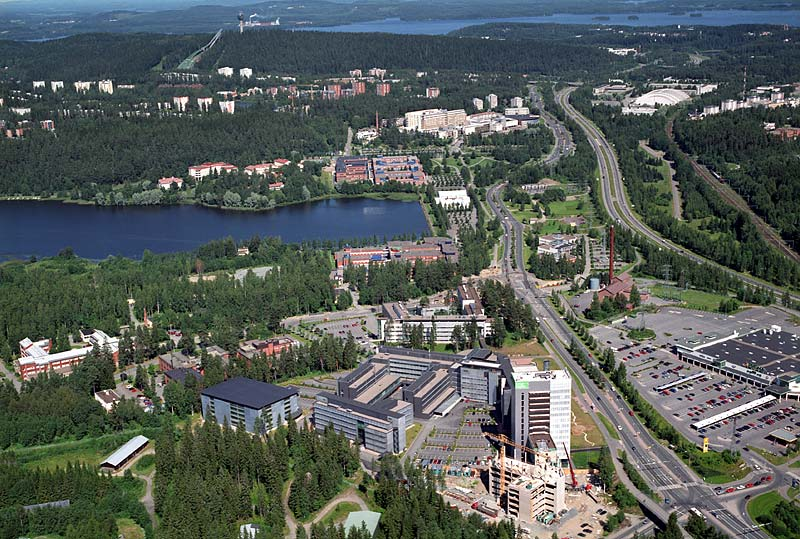
Кампус (будинки під червоними дахами) Куопіо університету

Куопіо університет (фін. Kuopion yliopisto) — державний вищий навчальний заклад у місті Куопіо, схід Фінляндії, який спеціалізується у галузі медицини. Провідний центр дослідження проблем охорони здоров'я та довкілля, біотехнологій та молекулярної медицини. 5 факультетів та 60 наукових інституцій, зокрема 14 операційних клінік при Університетській лікарні Куопіо. Ректор — Матті Уусітупа.

## Факультети
- Ділових та інформаційних технологій
- Медичний
- Природознавчий
- Фармакологічний
- Соціальних наук

## Історія та специфіка
Акт про заснування Куопіо університету видано 1966. Проте навчальний процес розпочався лише 1972. Зараз в університеті 6 135 студентів, серед яких 968 — в аспірантурі. Існує понад 140 навчальних напрямків. 1 762 викладачі, з яких 109 є професорами. Профільні дослідження — у царині лікування діабету та атеросклерозу, попередження змін клімату. На 2010 заплановане злиття Куопіо університету та Йоенсуу університету в єдину академічну установу — Університет Східної Фінляндії. Ця установа стане найбільшим університетом Фінляндії (понад 14 000 студентів, університетські бази міста Куопіо, Савонлінна та Йоенсуу).

## Ректори
Ретори Куопіо університету:
- 1969—1973 Оллі Кастрен (Olli Castrén)
- 1974—1981 Таапані Ванга-Перттуна (Tapani Vanha-Perttula, професор анатомії)
- 1981—1984 Осмо Гяннінен (Osmo Hänninen, професор фізиології)
- 1984—1990 Югані Кярья (Juhani Kärjä, професор отолорингології)
- 1990—1998 Оссі Ліндквіст (Ossi V. Lindqvist)
- 1998—2001 Петтері Паронен (Petteri Paronen, професор фармакології)
- 2001 Матті Уусітупа (Matti Uusitupa, професор клінічної медицини)